# Kistufell (berg i Island, Suðurnes, lat 63,93, long -21,80)
Kistufell är ett berg i republiken Island. Det ligger i regionen Suðurnes, 22 km söder om huvudstaden Reykjavík. Toppen på Kistufell är 527 meter över havet.
Trakten runt Kistufell är nära nog obefolkad, med mindre än två invånare per kvadratkilometer. Närmaste större samhälle är Hafnarfjörður, 15,7 km norr om Kistufell. Trakten runt Kistufell består i huvudsak av gräsmarker.